# Cahangir Həsənzadə
Cahangir Həsənzadə (Baku, 4 agosto 1979) è un ex calciatore azero, di ruolo portiere.

## Carriera

### Club
Ha sempre giocato nella massima serie del proprio paese con varie squadre, tranne due stagioni in Ucraina (2002-2004).

### Nazionale
Debutta nel 1998 con la Nazionale azera.